# Christians
 Christians var en svensk gospelgrupp från Norrköping verksam under tiden 1966–1976.

## Historik
Gruppen bildades i Norrköping 1966 av Per-Anders "Pelle" Thorsén som förblev gruppens ledare under hela dess verksamma tid. Gruppen bestod av ungdomar från olika kyrkor i Norrköping och Linköping.
Under några år var gruppen en av Sveriges mest kända kristna sånggrupper. 1969 vann gruppen Folkparkernas Artistforum i Eskilstuna, vilket ledde till att man fick folkparksengagemang. Christians var den tredje mest bokade artistgruppen sommaren 1969 och var den första kristna sånggrupp som reste i Folkparkerna.
Gruppen gjorde 1968 sitt första TV-framträdande tillsammans med Cliff Richard där man sjöng Oh Happy Day. Gruppen gjorde under sin verksamma tid 17 TV-program, flera av dem tillsammans med Lasse Holmqvist.

## Utmärkelser
- 1973 - Musikstipendium från Deverthska kulturstiftelsen[2]

## Diskografi

### Album
- 1967-68 "Christians" med Mats Olssons orkester, Telestar TRS 11106
- 1969 "Right now", med Harry Arnolds orkester, Teamton TSLP 6923.
- 1970 "Joy! Joy!", med Søren Christensens orkester, Teamton TSLP 7020.
- 1972 "Mer än någonsin", med Lasse Samuelssons Alarm, Signatur LP 6919,
- 1975 "Christians 75", med Lasse Samuelssons Alarm, BASF 202-5616-2

### Singlar och EP
- 1967 "Gloryland", RCA Victor EPS 221
- 1967 "Saliga Visshet", RCA Victor EPS 218
- 1968 "En Ton", RCA Victor EPS 223
- 1970 "Irene", Teamton TMS 7014
- 1971 "Love Story/Du är min verklighet", Philips 6015 022